# Telise
Telise – wieś w Estonii, w prowincji Lääne, w gminie Noarootsi.